# Gundolf S. Freyermuth

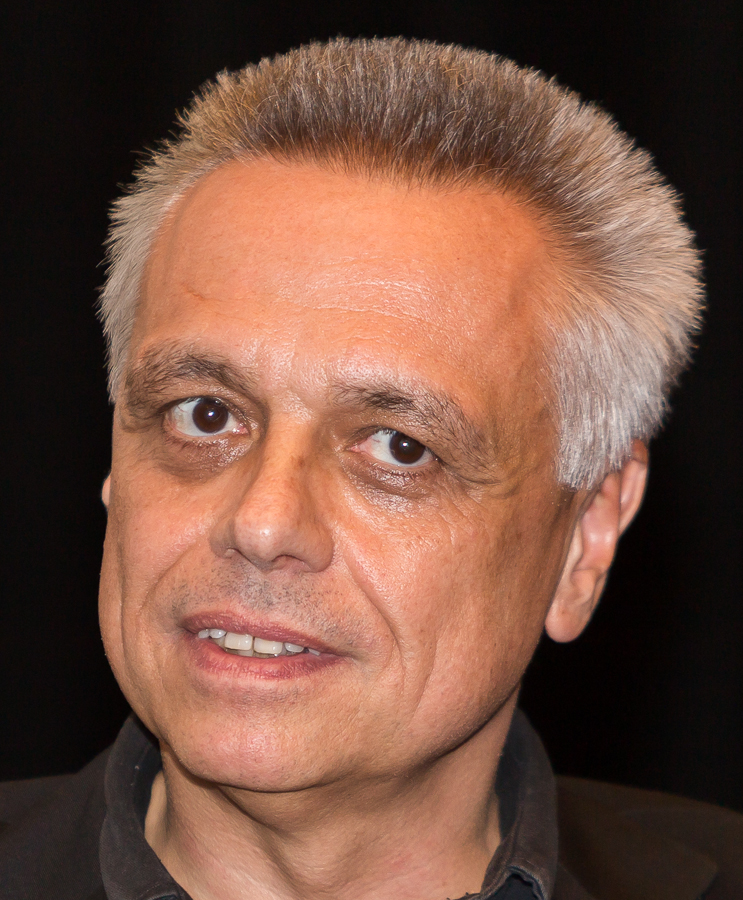
Gundolf S. Freyermuth (2014)

Gundolf S. Freyermuth (* 3. Januar 1955 in Hannover) ist ein deutsch-US-amerikanischer Medienwissenschaftler und Publizist.

## Leben
Freyermuth ist Professor für „Media and Game Studies“ an der TH Köln und – gemeinsam mit Björn Bartholdy – Gründungsdirektor des Cologne Game Lab.
Er studierte Allgemeine und Vergleichende Literaturwissenschaft (AVL), Germanistik, Amerikanistik und Geschichte an der Freien Universität Berlin und schloss das Studium mit dem M.A. ab. 1985–1990 war er wissenschaftlicher Assistent von Eberhard Lämmert am Institut für AVL der FU Berlin, 2004 promovierte er bei Lämmert zum Dr. phil. Von 2004 bis 2014 unterrichtet er als Professor für Angewandte Medienwissenschaften (ehem. Bezeichnung: Ästhetik und Kommunikation) an der ifs internationale filmschule köln, an der er auch weiterhin die medienwissenschaftliche Lehre leistet.
2010 gründete Freyermuth – gemeinsam mit Björn Bartholdy – das Cologne Game Lab. Seit 2012 gibt er – gemeinsam mit Lisa Gotto – im transcript Verlag die Schriftenreihe „Bild und Bit. Studien zur digitalen Medienkultur“ heraus. Seit 2015 ist er – gemeinsam mit Björn Bartholdy – Vorsitzender des Programmausschusses der internationalen Computerspiel-Konferenz „Clash of Realities“, die jährlich an der TH Köln stattfindet.
Von 2019 bis 2021 war er Mitglied des Vergabegremiums „Digitale Spiele und interaktive Inhalte“ der Film- und Medienstiftung NRW. Zuvor war er 2009–2010 Mitglied des Filmförderungsausschusses der Film- und Medienstiftung NRW und von 2011 bis 2018 Beauftragter der Film- und Medienstiftung NRW für die Entwicklung neuer Medienförderungen sowie Vorsitzender des Beratergremiums des Pilotförderprojektes für innovative audiovisuelle Medieninhalte. Von 2008 bis 2010 gehörte er zudem der Jury des Innovationspreises des Beauftragten für Kultur und Medien an.
Parallel zu seiner wissenschaftlichen Arbeit war Freyermuth seit 1980 als Fachautor für Literatur, Film und digitale Medien tätig. 1981–1982 war er Redakteur der von Hans Magnus Enzensberger und Gaston Salvatore herausgegebenen Kulturzeitschrift TransAtlantik, 1983 bis 1990 Reporter des Magazins stern, 1992–1994 Chefreporter des Magazins Tempo. Zwischen 1994 und 2004 arbeitete er als freier Autor in den USA.
Er veröffentlichte mehrere Sachbücher und Romane sowie rund 400 Artikel, Reportagen und Essays u. a. für Berliner Zeitung, Frankfurter Rundschau, Los Angeles Times, Neue Zürcher Zeitung, Süddeutsche Zeitung, Tagesspiegel, Die Welt, Financial Times Deutschland, Der Spiegel, Die Zeit, Cinema.
Freyermuth ist deutsch-amerikanischer Doppelstaatsbürger, verheiratet und Vater von zwei Kindern. Sein Bruder ist Ortwin Freyermuth, ein deutsch-amerikanischer Rechtsanwalt für die Unterhaltungsbranche, Filmproduzent und Mitgründer und Vorsitzender von Cloud Imperium Games.

## Schriften (Auswahl)
- Der Ausweg. (Roman), 368 Seiten. Rasch und Röhring Verlag. Hamburg 1989. (Kindle Edition 2010).
- Reise in die Verlorengegangenheit. Auf den Spuren deutscher Emigranten (1933–1940). 340 Seiten. Rasch und Röhring Verlag. Hamburg 1990. (TB dtv, München 1993).
- Der Übernehmer. Volker Schlöndorff in Babelsberg. 132 Seiten. Ch. Links Verlag. Berlin 1993.
- Endspieler. (Reportagen, Essays, Erzählungen). 287 Seiten. Edition Tiamat. Berlin 1993.
- Spion unter Sternen. Lauschangriffe auf Hauptdarsteller. 231 Seiten. Ch. Links Verlag. Berlin 1994.
- Cyberland. Eine Führung durch den High-Tech-Underground. 284 Seiten. Rowohlt Berlin. Berlin 1996. (TB rororo, Reinbek 1998).
- „Das war’s“. Letzte Worte mit Charles Bukowski. (Mit Michael Montfort [Fotos]). 144 Seiten. Rasch und Röhring. Hamburg 1996. (Kindle Edition 2011)
- Bogarts Bruder. (Roman, Pseudonym John Cassar), 396 Seiten. Reclam Leipzig. Leipzig 1997. (TB Ullstein, Berlin 1998).
- Perlen für die Säue. (Roman, Pseudonym Peter Johannes) 369 Seiten. Eichborn. Frankfurt 1999. (TB Ullstein, Berlin 2001).
- Kommunikette 2.0. 136 Seiten. Verlag Heinz Heise. Hannover 2002.
- Fluchtpunkt Hollywood. Sieben Porträts deutscher Filmemigranten. Kindle Edition 2011.
- Bildwerte. Visualität in der digitalen Medienkultur. Hrsg. von Gundolf S. Freyermuth und Lisa Gotto. 338 Seiten. transcript. Bielefeld 2012.
- Serious Games, Exergames, Exerlearning. Zur Transmedialisierung und Gamification des Wissenstransfers. Hrsg. von Gundolf S. Freyermuth und Lisa Gotto und Fabian Wallenfels. 473 Seiten. transcript. Bielefeld 2013.
- New Game  Plus: Perspektiven der Game Studies. Genres – Künste – Diskurse. Hrsg. von Benjamin Beil, Gundolf S. Freyermuth und Lisa Gotto. 415 Seiten. transcript, Bielefeld 2015.
- Games | Game Design | Game Studies. Eine Einführung. 277 Seiten. transcript, Bielefeld 2015.
- Games | Game Design | Game Studies. An Introduction. With Contributions by André Czauderna, Nathalie Pozzi and Eric Zimmerman. 290 Seiten. transcript, Bielefeld 2015.
- Der Televisionär. Wolfgang Menges transmediales Werk: Kritische und dokumentarische Perspektiven. Hrsg. von Gundolf S. Freyermuth und Lisa Gotto. 772 Seiten. transcript, Bielefeld 2016.
- Games Studieren – was, wie wo. Staatliche Studienangebote im Bereich digitaler Spiele. Hrsg. von Björn Bartholdy, Linda Breitlauch, André Czauderna und Gundolf S. Freyermuth. 710 Seiten. transcript, Bielefeld 2019.
- Playing Utopia. Futures in Digital Games. Hrsg. von Benjamin Beil, Gundolf S. Freyermuth und Hanns Christian Schmidt. 332 Seiten. transcript, Bielefeld 2019.
- Paratextualizing Games. Investigations on the Paraphernalia and Peripheries of Play. Hrsg. von Benjamin Beil, Gundolf S. Freyermuth und Hanns Christian Schmidt. 406 Seiten. transcript, Bielefeld 2021.
- Playful Materialities. The Stuff That Games Are Made Of. Hrsg. von Benjamin Beil, Gundolf S. Freyermuth, Hanns Christian Schmidt und Raven Rusch. 404 Seiten. transcript, Bielefeld 2022.
- Wer war WM? Auf den Spuren eines Televisionärs: Wolfgang Menges Leben und Werk. 496 Seiten. Kadmos, Berlin 2024.
- Gaming the Metaverse. Hrsg. von Benjamin Beil, Gundolf S. Freyermuth, Isabelle Hamm und Vanessa Ossa. 397 Seiten. transcript, Bielefeld 2025.